# Bruno Ahlberg
Bruno Ahlberg   (Espoo, 23 d'abril de 1911 - Hèlsinki, 9 de febrer de 1966) va ser un boxejador finlandès que va competir durant les dècades de 1930 i 1940.
El 1932 va prendre part en els Jocs Olímpics de Los Angeles, on guanyà la medalla de bronze de la categoria del pes wèlter  del programa de boxa, en perdre la semifinal contra Erich Campe i guanyar el combat pel bronze a Dave McCleave. Quatre anys més tard, als Jocs de Berlín, quedà eliminat en la primera ronda en la categoria del pes mitjà.
El 1932 i 1933 guanyà el campionat finlandès. Posteriorment, entre 1937 i 1941, fou professional, amb un balanç d'11 victòries, 8 derrotes i 6 combats nuls.